# مسابقات دوچرخه‌سواری کریتریوم اینترناسیونال
کریتریوم اینترناسیونال (فرانسوی: Critérium International‎) مسابقهٔ دوچرخه‌سواری دو روزه‌ای است که در بهار هر سال معمولاً در اواخر ماه مارس در فرانسه برگزار می‌شود. نام پیشین آن، کریتریوم ناسیونال د لا روت بود و نخستین بار در سال ۱۹۳۲ برگزار شد. تا سال‌ها به عنوان مسابقهٔ قهرمانی کشور فرانسه در نظر گرفته می‌شد و برای نخستین بار در سال ۱۹۷۹ به روی غیر فرانسوی‌ها باز شد. برنار اینو تنها دوچرخه‌سواری است که توانسته است در هر دو شکل برگزاری مسابقه، برنده شود. برخی از رکابزنان بسیار سرشناس از جمله ژاک آنکتیل، میگل ایندوراین، استیفن روچ، یوپ سوتملک، لوران فینیون، ینس فوکت، کدل ایونز و کریس فروم برندهٔ این مسابقه شده‌اند.

## تاریخچه
کریتریوم یکی از معدود مسابقات دوچرخه‌سواری (به جز گرند تورها) است که در ناحیهٔ ثابتی برگزار نمی‌شود. نخستین دورهٔ آن در سال ۱۹۳۲ در پیست پارک ده پرنس به پایان رسید. در سال‌های ۱۹۴۱ تا ۱۹۴۳ سالانه دو مسابقه برگزار می‌شد: یکی در فرانسه تحت اشغال نازی‌ها و یکی در فرانسه آزاد. تا سال ۱۹۵۹ مسابقه هر سال مکان مسابقه تغییر می‌کرد. مسابقهٔ ۱۹۶۰ در وهران در الجزایر فرانسه برگزار شد. سال‌های ۱۹۶۳ تا ۱۹۶۶ نخستین دوره‌هایی بودند که به صورت مرحله‌ای برگزار شدند. از سال ۱۹۷۸ تا پایان نیز مسابقه مرحله‌ای بود.
از سال ۲۰۰۱ تا ۲۰۰۹ مسابقه در آردن برگزار می‌شد و آغاز و پایان همهٔ مرحله‌ها در پیرامون شارلویل-مزیر بود. در سال ۲۰۱۰ مسابقه به جزیرهٔ کرس منتقل شد. سازمان ورزشی آموری در سال ۲۰۱۴ طبق قراردادی پذیرفت که مسابقه دست‌کم تا سال ۲۰۱۶ باقی بماند. معمولاً کریتریوم اینترناسیونال به دلیل مسیر چالش‌برانگیز خود و شرایط آب‌وهوایی آرام اوایل بهار، برای آماده‌سازی بسیاری از رقیبان رده‌بندی اصلی گرند تورها به‌ویژه تور دو فرانس استفاده می‌شد.
در نوامبر ۲۰۱۶ آموری اعلام کرد مسابقه را در سال ۲۰۱۷ برگزار نخواهد کرد و دوران ۸۵ سالهٔ کریتریوم اینترناسیونال به پایان رسید.

### گذر اسب در سال ۱۹۹۷
در سال ۱۹۹۷ یک اسب از نرده‌ها پرید و به گروه رکابزنان پیوست. سپس از آنان گذشت و مسابقه را در ۲۰ کیلومتری خط پایان ترک کرد. این صحنه به شکل کوتاه در فیلم املی نمایش داده شد و گاهی با صحنه‌ای از تور دو فرانس اشتباه گرفته می‌شود.

## برندگان چندگانه
| پیروزی | رکابزن                       | دوره                             |
| ------ | ---------------------------- | -------------------------------- |
| ۵      | Emile Idée (FRA)             | ۱۹۴۰ + ۱۹۴۲ + ۱۹۴۳ + ۱۹۴۷ + ۱۹۴۹ |
| ۵      | رمون پولیدو (FRA)            | ۱۹۶۴ + ۱۹۶۶ + ۱۹۶۸ + ۱۹۷۱ + ۱۹۷۲ |
| ۵      | Jens Voigt (GER)             | ۱۹۹۹ + ۲۰۰۴ + ۲۰۰۷ + ۲۰۰۸ + ۲۰۰۹ |
| ۴      | ژاک آنکتیل (FRA)             | ۱۹۶۱ + ۱۹۶۳ + ۱۹۶۵ + ۱۹۶۷        |
| ۳      | Roger Hassenforder (FRA)     | ۱۹۵۴ + ۱۹۵۶ + ۱۹۵۸               |
| ۳      | شان کلی (IRL)                | ۱۹۸۳ + ۱۹۸۴ + ۱۹۸۷               |
| ۲      | روژه لاپبی (FRA)             | ۱۹۳۴ + ۱۹۳۷                      |
| ۲      | Camille Danguillaume (FRA)   | ۱۹۴۶ + ۱۹۴۸                      |
| ۲      | لویزون بوبه (FRA)            | ۱۹۵۱ + ۱۹۵۲                      |
| ۲      | برنار اینو (FRA)             | ۱۹۷۸ + ۱۹۸۱                      |
| ۲      | لوران فینیون (FRA)           | ۱۹۸۲ + ۱۹۹۰                      |
| ۲      | استفن روچ (IRL)              | ۱۹۸۵ + ۱۹۹۱                      |
| ۲      | Erik Breukink (NED)          | ۱۹۸۸ + ۱۹۹۳                      |
| ۲      | Bobby Julich (USA)           | ۱۹۹۸ + ۲۰۰۵                      |
| ۲      | Jean-Christophe Péraud (FRA) | ۲۰۱۴ + ۲۰۱۵                      |